# Filarioidea
Filarioidea — надродина паразитичних нематод класу Сецернентії (Secernentea). Члени цієї підродини відомі як філяріатозні черв'яки. Хвороби викликані цими черв'яками називають філяріозом.

## Опис
Це невеликі і ниткоподібні черви, довжина тіла яких варіює від 2 до 50 см. Вони мають округлу передню частину без будь-яких чітко визначених губ. Їхні личинки називаються мікрофілярії та сягають менше одного міліметра.
Живуть в основному в кровоносних і лімфатичних судина і в сполучних тканинах хребетних. Проміжними господарями є членистоногі.

## Родини
- Aproctidae
- Creagrocercidae
- Drilonematidae
- Filariidae
- Homungellidae
- Mesidionematidae
- Scolecophilidae
- Setariidae
- Ungellidae